# Ministerio de Correos y Telégrafos (Colombia)
El Ministerio de Correos y Telégrafos fue un antiguo ministerio colombiano, creado en 1924 y desaparecido en 1953, siendo el primer ministerio colombiano dedicado exclusivamente al sector de comunicaciones. 

## Historia
El Ministerio fue creado durante la presidencia de Pedro Nel Ospina por el Congreso de la República mediante la Ley 31 del 18 de julio de 1923, que definió que a partir del 1 de enero de 1924 las funciones relacionadas con las comunicaciones, hasta entonces pertenecientes al Ministerio de Gobierno, serían atribuidas a un nuevo ministerio.
Existió hasta mayo de 1953, cuando, durante la administración de Roberto Urdaneta Arbeláez, fue reestructurado y renombrado Ministerio de Comunicaciones, con base al decreto 259 del 6 de febrero de 1953.

## Listado de Ministros
La siguiente es la lista de ministros que ocuparon la titularidad de la cartera:
| N.°  | Ministros                       | Inicio                  | Final                   | Presidente                | Ref.   |
| ---- | ------------------------------- | ----------------------- | ----------------------- | ------------------------- | ------ |
| 28.º | Carlos Albornoz Rosas           | 29 de abril de 1952     | 25 de mayo de 1953      | Roberto Urdaneta Arbeláez | [ 3 ]  |
| 27.º | Carlos Echeverri Cortés         | 29 de agosto de 1951    | 29 de abril de 1952     | Laureano Gómez Castro     | [ 4 ]  |
| 26.º | José Tomás Angulo Lourido       | 7 de agosto de 1950     | 29 de agosto de 1951    | Laureano Gómez Castro     | [ 4 ]  |
| 25.º | Gustavo Rojas Pinilla           | 3 de diciembre de 1949  | 7 de agosto de 1950     | Mariano Ospina Pérez      | [ 5 ]  |
| 24.º | José Vicente Dávila Tello       | 7 de agosto de 1946     | 3 de diciembre de 1949  | Mariano Ospina Pérez      | [ 5 ]  |
| 23.º | Luis García Cadena              | 7 de agosto de 1945     | 7 de agosto de 1946     | Alberto Lleras Camargo    | [ 6 ]  |
| 22.º | Luis Guillermo Echeverri Abad   | 30 de junio de 1944     | 7 de agosto de 1945     | Alfonso López Pumarejo    | [ 7 ]  |
| 21.º | Alirio Gómez Picón              | 8 de octubre de 1943    | 30 de junio de 1944     | Alfonso López Pumarejo    | [ 7 ]  |
| 20.º | Álvaro Díaz Sarmiento           | 12 de marzo de 1943     | 8 de octubre de 1943    | Alfonso López Pumarejo    | [ 7 ]  |
| 19.º | Ramón Santodomingo Santodomingo | 22 de diciembre de 1942 | 12 de marzo de 1943     | Alfonso López Pumarejo    | [ 7 ]  |
| -    | Arcesio Londoño Palacio         | 17 de diciembre de 1942 | 22 de diciembre de 1942 | Alfonso López Pumarejo    | [ 7 ]  |
| 18.º | Pedro Castro Monsalvo           | 7 de agosto de 1942     | 17 de diciembre de 1942 | Alfonso López Pumarejo    | [ 7 ]  |
| 17.º | Luis Buenahora                  | 21 de octubre de 1941   | 7 de agosto de 1942     | Eduardo Santos Montejo    | [ 8 ]  |
| 16.º | Alfredo Cadena D'Costa          | 7 de agosto de 1938     | 21 de octubre de 1941   | Eduardo Santos Montejo    | [ 8 ]  |
| -    | Alberto Pumarejo Vengoechea (e) | 3 de junio de 1938      | 7 de agosto de 1938     | Alfonso López Pumarejo    | [ 9 ]  |
| 15.º | Nicolás Llinás Vega             | 2 de abril de 1938      | 3 de junio de 1938      | Alfonso López Pumarejo    | [ 9 ]  |
| 14.º | Jorge Restrepo Hoyos            | 28 de enero de 1937     | 2 de abril de 1938      | Alfonso López Pumarejo    | [ 9 ]  |
| -    | Gabriel Hernández Salazar (e)   | 8 de enero de 1937      | 28 de enero de 1937     | Alfonso López Pumarejo    | [ 9 ]  |
| 13.º | Jesús Echeverri Duque           | 3 de septiembre de 1936 | 8 de enero de 1937      | Alfonso López Pumarejo    | [ 9 ]  |
| 12.º | Aníbal Badel                    | 29 de mayo de 1936      | 3 de septiembre de 1936 | Alfonso López Pumarejo    | [ 9 ]  |
| 11.º | Hernán Salamanca                | 15 de abril de 1935     | 29 de mayo de 1936      | Alfonso López Pumarejo    | [ 9 ]  |
| 10.º | Ernesto González Piedrahíta     | 15 de enero de 1935     | 15 de abril de 1935     | Alfonso López Pumarejo    | [ 9 ]  |
| 9.º  | Benjamín Silva Herrera          | 7 de agosto de 1934     | 15 de enero de 1935     | Alfonso López Pumarejo    | [ 9 ]  |
| 8.º  | Alberto Camilo Suárez           | 29 de mayo de 1934      | 7 de agosto de 1934     | Enrique Olaya Herrera     | [ 10 ] |
| 7.º  | Alberto Pumarejo Vengoechea     | 28 de julio de 1931     | 29 de mayo de 1934      | Enrique Olaya Herrera     | [ 10 ] |
| 6.º  | Tulio Enrique Tascón            | 7 de agosto de 1930     | 28 de julio de 1931     | Enrique Olaya Herrera     | [ 10 ] |
| 5.º  | Ismael Enrique Arciniegas       | 12 de abril de 1930     | 7 de agosto de 1930     | Miguel Abadía Méndez      | [ 11 ] |
| 4.º  | José de Jesús García Benítez    | 10 de agosto de 1926    | 12 de abril de 1930     | Miguel Abadía Méndez      | [ 11 ] |
| 3.º  | Silvino Rodríguez               | 7 de agosto de 1926     | 10 de agosto de 1926    | Miguel Abadía Méndez      | [ 11 ] |
| 2.º  | Francisco Carbonell González    | 8 de junio de 1925      | 7 de agosto de 1926     | Pedro Nel Ospina          | [ 12 ] |
| -    | Diógenes A. Reyes (e)           | 25 de marzo de 1925     | 8 de junio de 1925      | Pedro Nel Ospina          | [ 12 ] |
| 1.º  | Manuel María Valdivieso         | 1 de enero de 1924      | 25 de marzo de 1925     | Pedro Nel Ospina          | [ 12 ] |

### Ministros encargados
| Nombre                          | Fecha de designación    | Cargo                             | Presidente             | Ref.   |
| ------------------------------- | ----------------------- | --------------------------------- | ---------------------- | ------ |
| Virgilio Barco Vargas           | 8 de enero de 1946      | Secretario General del Ministerio | Alberto Lleras Camargo | [ 6 ]  |
| Álvaro Díaz Sarmiento           | 31 de agosto de 1944    | Ministro de Obras Públicas        | Alfonso López Pumarejo | [ 7 ]  |
| Alberto Pumarejo Vengoechea     | 20 de noviembre de 1937 | Ministro de Guerra                | Alfonso López Pumarejo | [ 9 ]  |
| Carlos Bravo Martínez de Upegui | 13 de junio de 1925     | Ministro de Industrias            | Pedro Nel Ospina       | [ 12 ] |
| Pablo Emilio Jurado             | 17 de enero de 1924     |                                   | Pedro Nel Ospina       | [ 12 ] |
| Miguel Abadía Méndez            | 4 de enero de 1924      | Ministro de Gobierno              | Pedro Nel Ospina       | [ 12 ] |